# Alphons Leopold Mielich

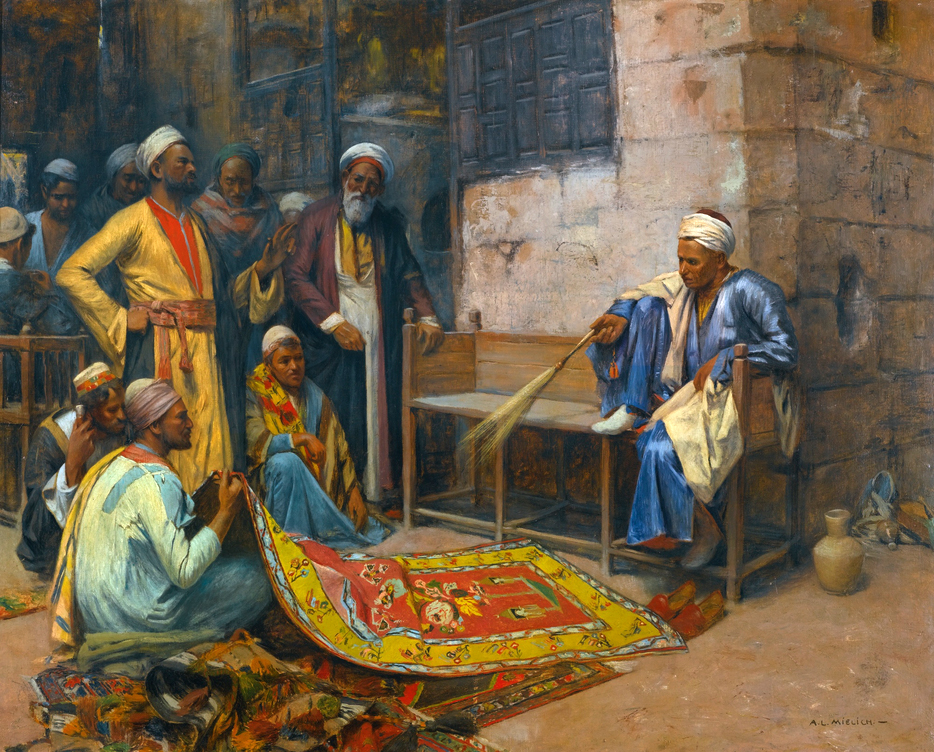
Der Teppichverkäufer

Alphons (Alfons) Leopold Mielich (* 27. Januar 1863 in Klosterneuburg; † 25. Januar 1929 in Salzburg) war ein österreichischer Genremaler des Orientalismus.
Sein Vater – er nannte sich noch Carl Mielichhofer – wirkte an der k.u.k. Marineakademie in Fiume (Rijeka), wo er als Professor für Mathematik und Schiffsbau tätig war. Mit seiner Gattin Theresia hatte er drei Söhne: Sigmund, Alphons und Ludwig, von denen Alphons 1863 in Klosterneuburg zur Welt kam.
Wie seine beiden Brüder besuchte Alphons die k.u.k. Militärakademie in Wien. Er wurde Artillerieoffizier, musste aber diesen Beruf bereits als Leutnant krankheitshalber aufgeben.
Aus gesundheitlichen Gründen verbrachte er einige Zeit in Ägypten. Dort malte er als Autodidakt seine ersten Bilder des orientalischen Milieus. Erst später wurde er Schüler beim Gebirgsmaler Anton Schrödl.
Ab 1889 wohnte er drei Jahre in Paris. Dort kopierte er Orientbilder anderer Maler. Mielich besuchte auch England, Spanien und Algerien. Nach dem Pariser Aufenthalt ließ er sich in Wien nieder, besuchte aber mehrmals die Länder des Nahen Ostens. Die dort entstandenen Bilder zeigte er auf Salons in den Jahren 1894, 1897 und 1898. So wurde Mielich allmählich als Orientmaler bekannt. Im Auftrag der Österreichischen Akademie der Wissenschaften reiste Mielich als künstlerischer Begleiter des Orientalisten Alois Musil nach Jerusalem und von dort nach Jordanien, um die Kalifenschlösser der Omajaden in der Wüste von Arabia Petraea aufzunehmen. Mielich reinigte und kopierte die von Musil entdeckten Fresken.

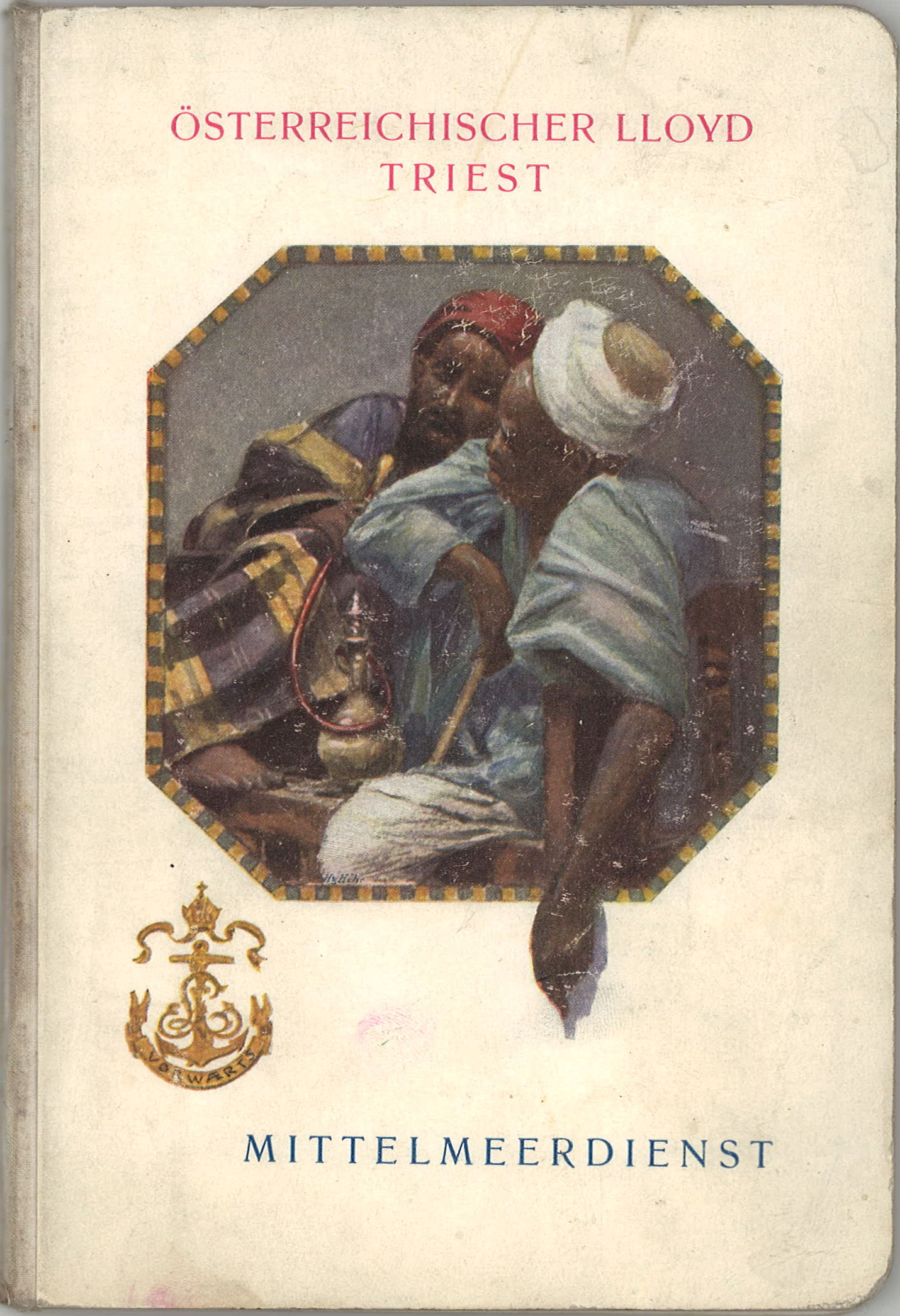
Werbebroschüre „Mittelmeerdienst“ (1907)

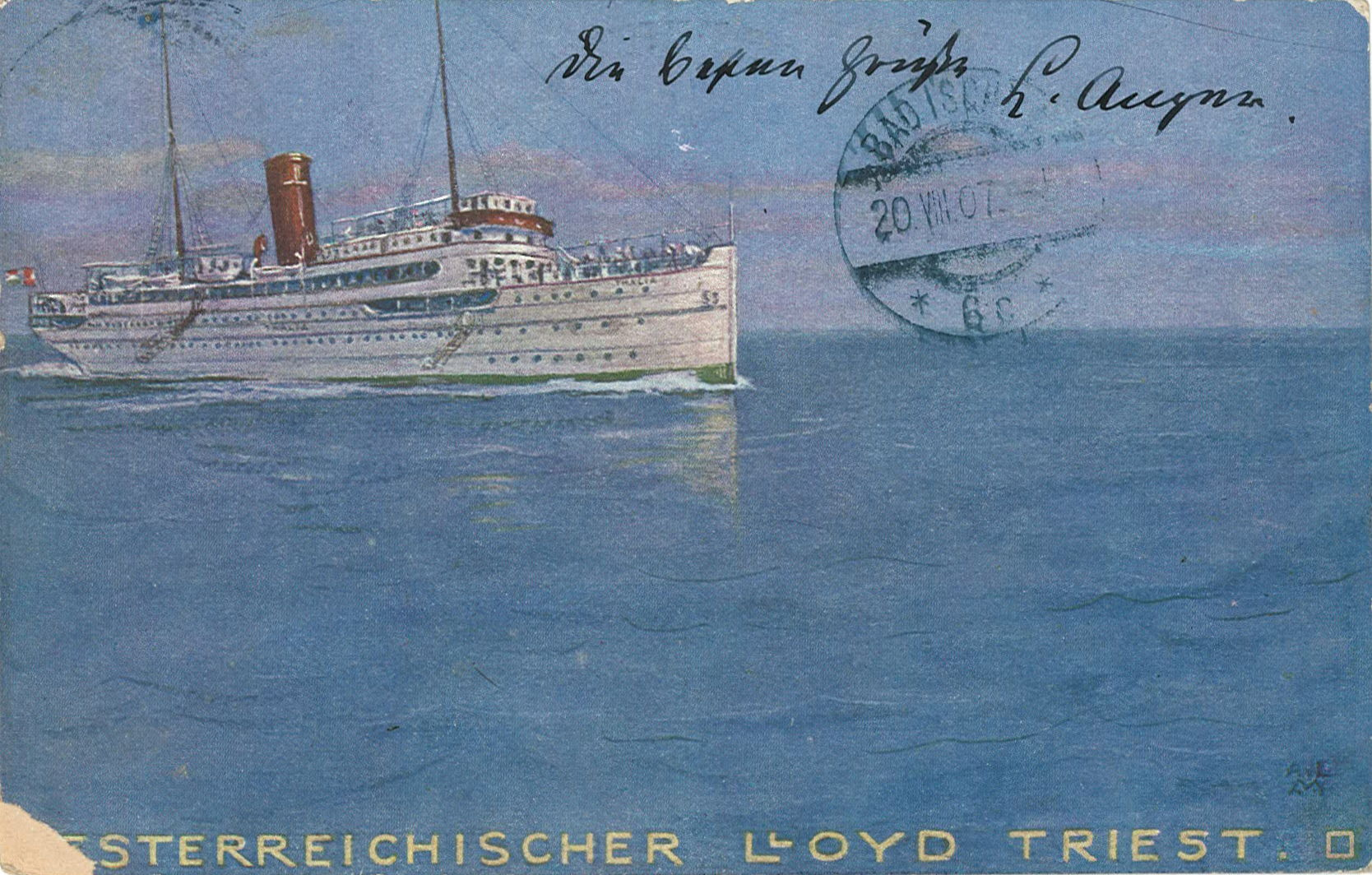
Postkarte der SS Thalia (140 × 90 mm)

Für den Österreichischen Lloyd gestaltete er viele Postkarten mit Schiffs- und Seefahrtsmotiven sowie mehrere Einbände von Werbeschriften für dessen Schiffsdienste.
Einige seiner Werke kamen in die Sammlungen des Kaisers Franz Joseph I. und des Ministeriums für Schulwesen.
Im Jahr 1912 lebte er in München, zog aber dann nach Salzburg.